# Каракулска овца
Каракулска овца е порода овце от Централна Азия с предназначение добив на астраган и мляко. Наименувана е на град Каракул в Узбекистан.

## Разпространение
Породата, освен в Узбекистан и цяла Средна Азия, е била разпространена в стопанства в други части на бившите Руска империя и СССР – в европейската част на Русия Украйна) и Молдова.
Днес се отглежда в Калмикия и Астраханска област на Русия, Иран, Афганистан, Намибия и ЮАР. Числеността на поголовието ѝ достига около 31 милиона овце. Развъждането на породата в Узбекистан се извършва от компанията „Узбек коракули“.

## Създаване
Каракулската порода е древна. Според археологически данни е позната още от 1400 г. пр.н.е. Смята се, че селекцията ѝ е протекла от древността от народите на Средна Азия по пътя на умел отбор и подбор, който създава добре приспособена порода овце в суровите полупустинни условия. Овцевъдството с цел добив на астраганови кожи датира от преди 800 г. пр.н.е.

## Описание
Каракулската овца спада към тлъстоопашатите овце. Този тип породи образуват по-голямо количество резервни мазнини в основата на опашката. Отглеждат в тропични и субтропични условия както и в райони с много ниски температури. Резервните мазнини, които трупа в основата на опашката са източник на енергия и вода за животните.
Породата е ценна с това, че агнетата, родени максимум до 3-ия ден, са ценен източник на астраганови кожи. Породата е с най-ценните качества за добив на подобен род кожи. Ценният астраган се добива от абортирани фетуси или родени агнета до третия ден от техния живот.
Каракулските овце имат черна глава с увиснали уши, дълбоко туловище и опашка с отложени мазнини (курдюк) която достига до областта на скакателните стави. Различават се породи със силно, гребо или нежно телосложение.
Овните са рогати, а женските овце са безроги. Овцете-майки са с тегло от 45-50 kg, а кочовете от 55 до 85-90 kg. Цветът при агнетата варира през сив, кафяв, светлосив, а основният е черен (85%). С възрастта черния цвят изсветлява, като по главата и краката остава без изменение. Кожата на новородените агнета в основата си, се състои от бобовидни къдрици, създаващи красиви рисунки. С растежа на косъма къдриците се разрушават и образуват вълна от грубия тип. Настригът на вълна при овцете варира в границите на 2,2-3,8 kg. Месото и мазнините имат приятен вкус.
Вълната е груба и се използва в килимарството и производството на груби тъкани.
Плодовитостта е ниска – 110 – 115%, млечността също – 80 литра за година.